# Jean-Pierre Pernin
Pour les articles homonymes, voir Pernin.
Jean-Pierre Pernin, appelé Peter Pernin en Amérique, né le 22 février 1822 à Flacey-en-Bresse (Saône-et-Loire) et mort le 9 octobre 1909 à Rochester (Minnesota), est un prêtre catholique français qui est parti comme missionnaire aux États-Unis en 1864, travaillant dans l'Illinois, le Wisconsin et le Minnesota. 
En tant que pasteur catholique de Peshtigo (Wisconsin), il a survécu à l'incendie de Peshtigo les 8 et 9 octobre 1871. Ses mémoires de survivant ont d'abord été publiés en français Le doigt de Dieu est là ! (Eusèbe Senécal, Montréal 1874). Ils ont été publiés simultanément en traduction anglaise The Finger of God Is There! (John Lovell, Montreal 1874). Le livre est une œuvre importante de la littérature francophone nord-américaine et un document important dans l'histoire de l'incendie de Peshtigo.

## Biographie

### Débuts et carrière en France

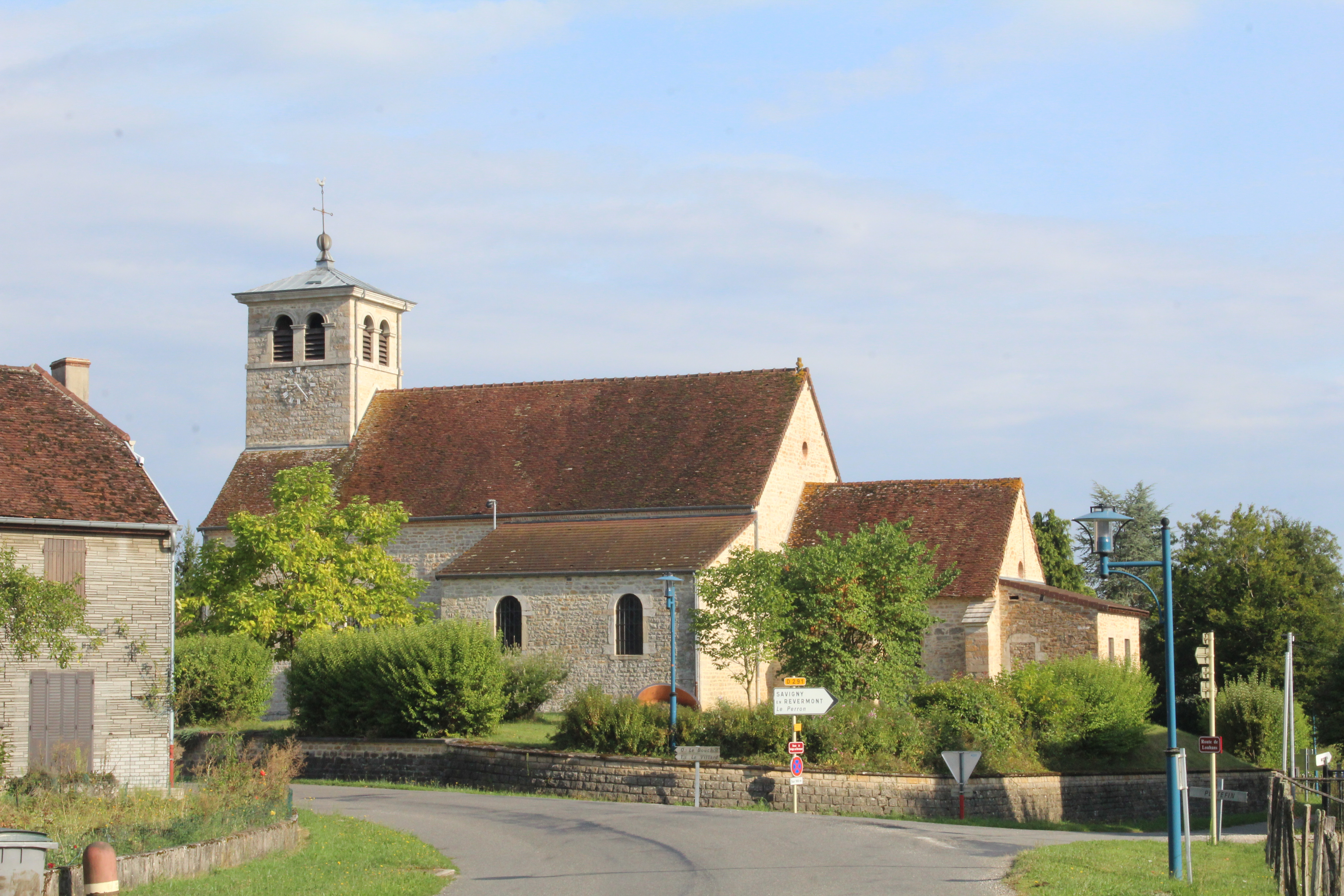
Église Saint-Martin à Flacey-en-Bresse.

Jean-Pierre Pernin est né le 22 février 1822 à Flacey-en-Bresse, village agricole de Saône-et-Loire. Il étudie les humanités au Collège de Meximieux (Ain), dont il sort diplômé en 1842, puis philosophie et théologie au Grand séminaire d'Autun (Saône-et-Loire), son diocèse d'origine. Il est ordonné prêtre catholique le 19 décembre 1846 par l'évêque d'Autun Bénigne-Urbain-Jean-Marie du Trousset d'Héricourt.
Au cours des dix-huit années suivantes, Pernin a occupé des postes diocésains dans le diocèse d'Autun : St. Pierre, Mâcon, décembre 1846 - janvier 1851; aumônier de Collège d'Autun 1851-1853; et Saint-Just, Rancy, février 1863 - février 1864. À l'heure où des milliers de prêtres français quittaient la France pour travailler comme missionnaires étrangers partout dans le monde, y compris en Amérique du Nord,,, Pernin quitta la France comme missionnaire diocésain aux États-Unis en septembre 1864.

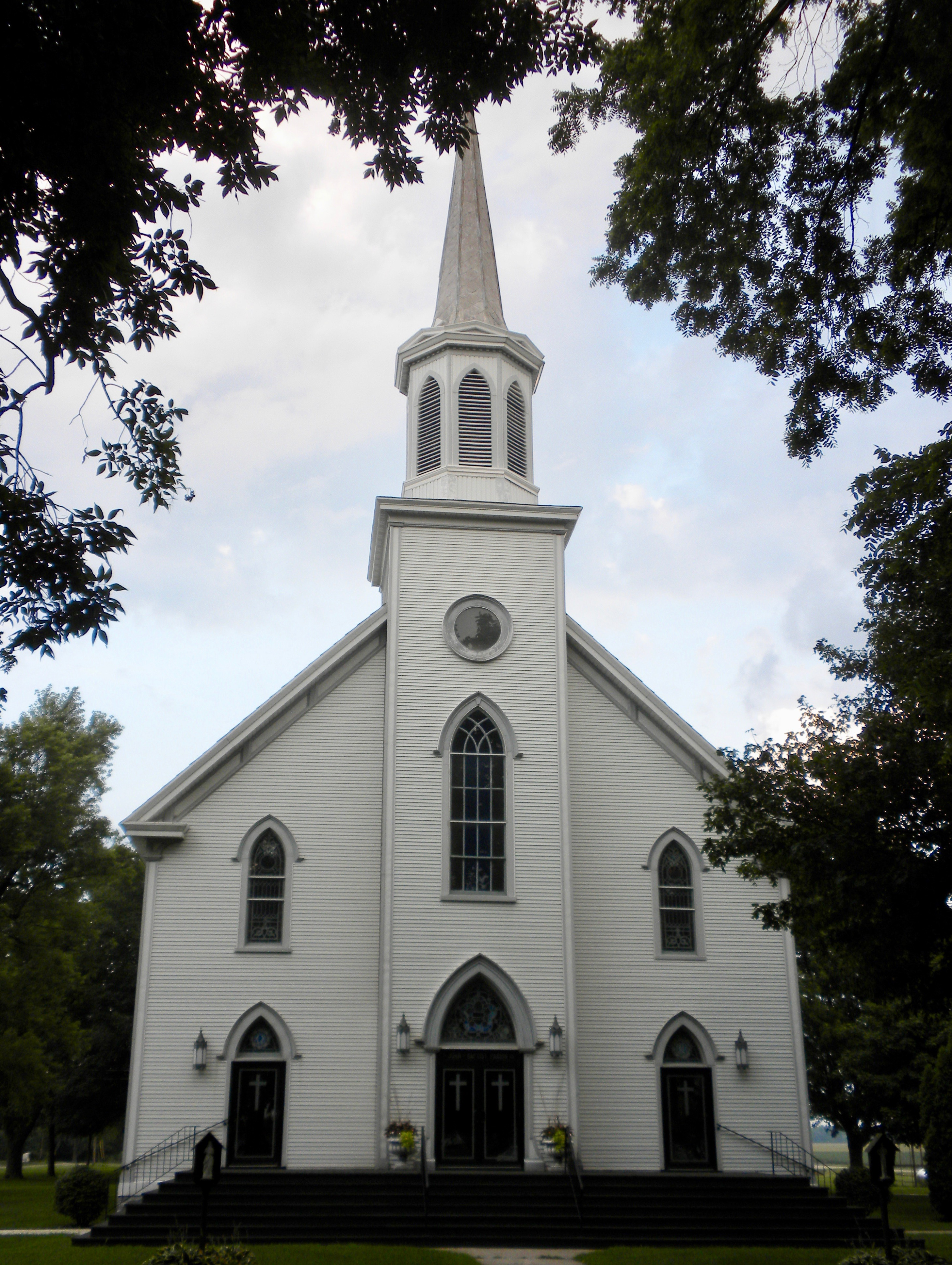
Église Saint-Jean-Baptiste à L'Erable, comté d'Iroquois (Illinois) (1856-1874).

### Carrière missionnaire en Amérique

#### Illinois
Jean-Pierre Pernin est venu en Amérique à l'invitation de l'évêque de Chicago James Duggan, soucieux de réconcilier les catholiques francophones de Chicago, aliénés par son prédécesseur Anthony O'Regan, et de contrer l'influence de l'évangéliste anti-catholique Charles Chiniquy , qui menant les catholiques canadiens-français-américains dans l'église presbytérienne.    D'octobre 1864 à mars 1868, Pernin fut curé de la paroisse de Saint-Jean-Baptiste, L'Erable (en), comté d'Iroquois (Illinois), à 25 kilomètres de l'église de Chiniquy à St. Anne. 

#### Wisconsin
Jean-Pierre Pernin a quitté l'Illinois pour le nouveau diocèse de Green Bay (Wisconsin), érigé en 1868, au cours de la période de maladie mentale croissante de Duggan qui a été démis de ses fonctions en avril 1869. En dix ans dans le diocèse de Green Bay, Pernin a été curé de St. Joseph, Robinsonville, décembre 1868 à septembre 1869; St. Peter, Oconto, août 1869 à décembre 1869; Assumption of the Blessed Virgin Mary, Peshtigo et St. Patrick, Marinette (renommée Notre-Dame de Lourdes par Pernin en juin 1873), décembre 1869 à septembre 1875; et Sts. Peter et Paul, Grand Rapids (actuellement Wisconsin Rapids dans le diocèse de La Crosse, Wisconsin), septembre 1875 à octobre 1878.   

#### Minnesota

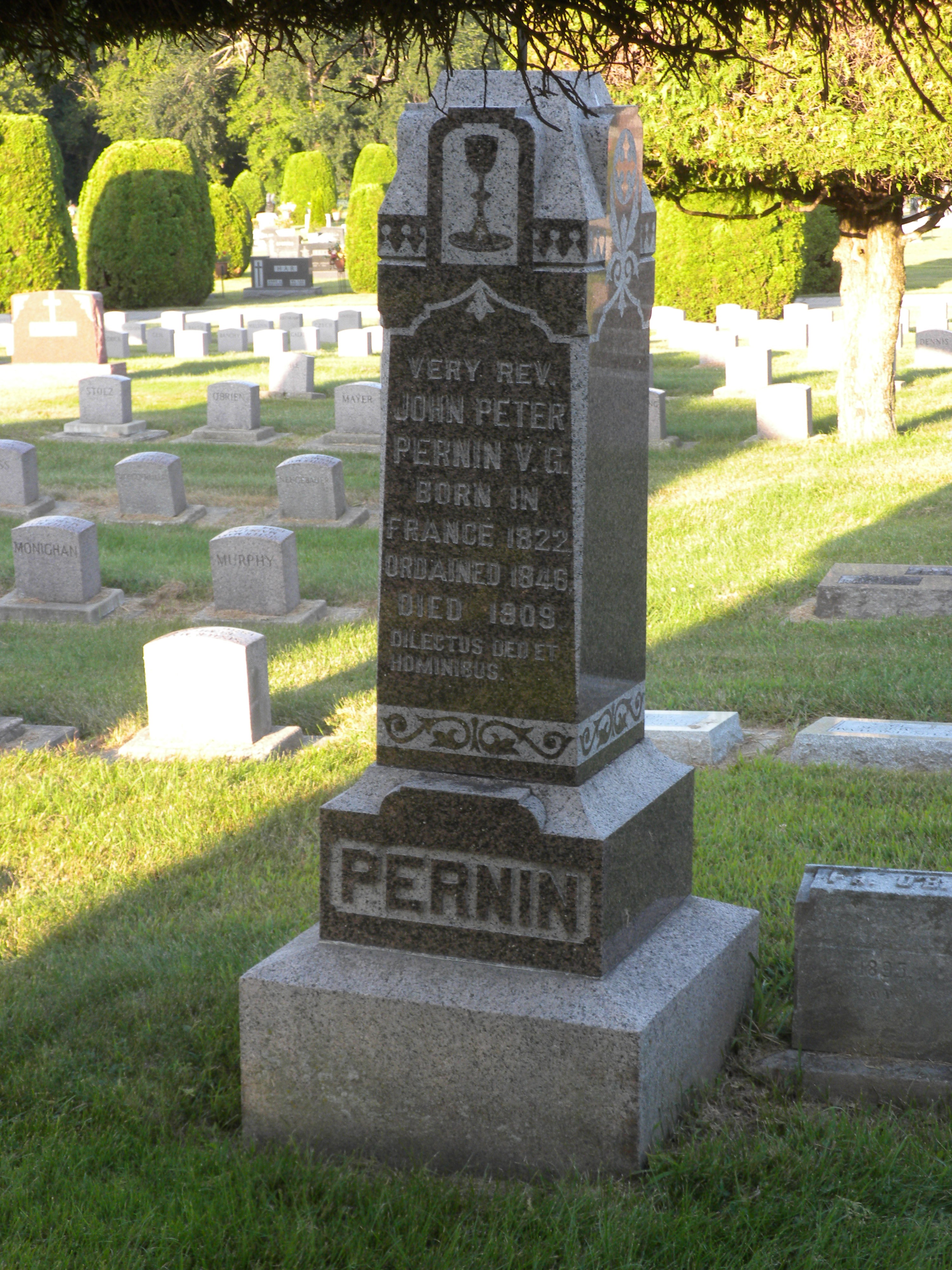
La tombe de Jean-Pierre Pernin au Calvary Cemetery de Rochester (Minnesota).

Jean-Pierre Pernin a passé ses 31 dernières années au Minnesota dans les diocèses de Saint-Paul et de Winona (actuellement Winona-Rochester): Church of the Crucifixion, La Crescent, 1878 à 1886 ; St. Patrick, Brownsville, 1886 à 1894; St. Bridget, Simpson (en) 1894 à 1897; et St. Joseph, Rushford de 1897 à 1898. Après l'établissement du diocèse de Winona en 1889, séparé de celui de St. Paul, son premier évêque, Joseph Cotter (en), nomma Pernin son premier vicaire général, la plus haute fonction du diocèse après l'évêque.  
En 1898, après la retraite de Jean-Pierre Pernin du ministère paroissial régulier et en tant que vicaire général, Cotter le nomma le premier aumônier résident régulièrement nommé de St. Mary's Hospital, Rochester, à partir de laquelle s'est développée l'institution désormais connue sous le nom de Mayo Clinic. Pernin est décédé à St. Mary's le 9 octobre 1909, à l'âge de 87 ans, après 45 ans passés en Amérique. Il a été enterré au cimetière St. John's (actuellement Calvary Cemetery), Rochester. 

### L'incendie de Peshtigo etLe doigt de Dieu est là!

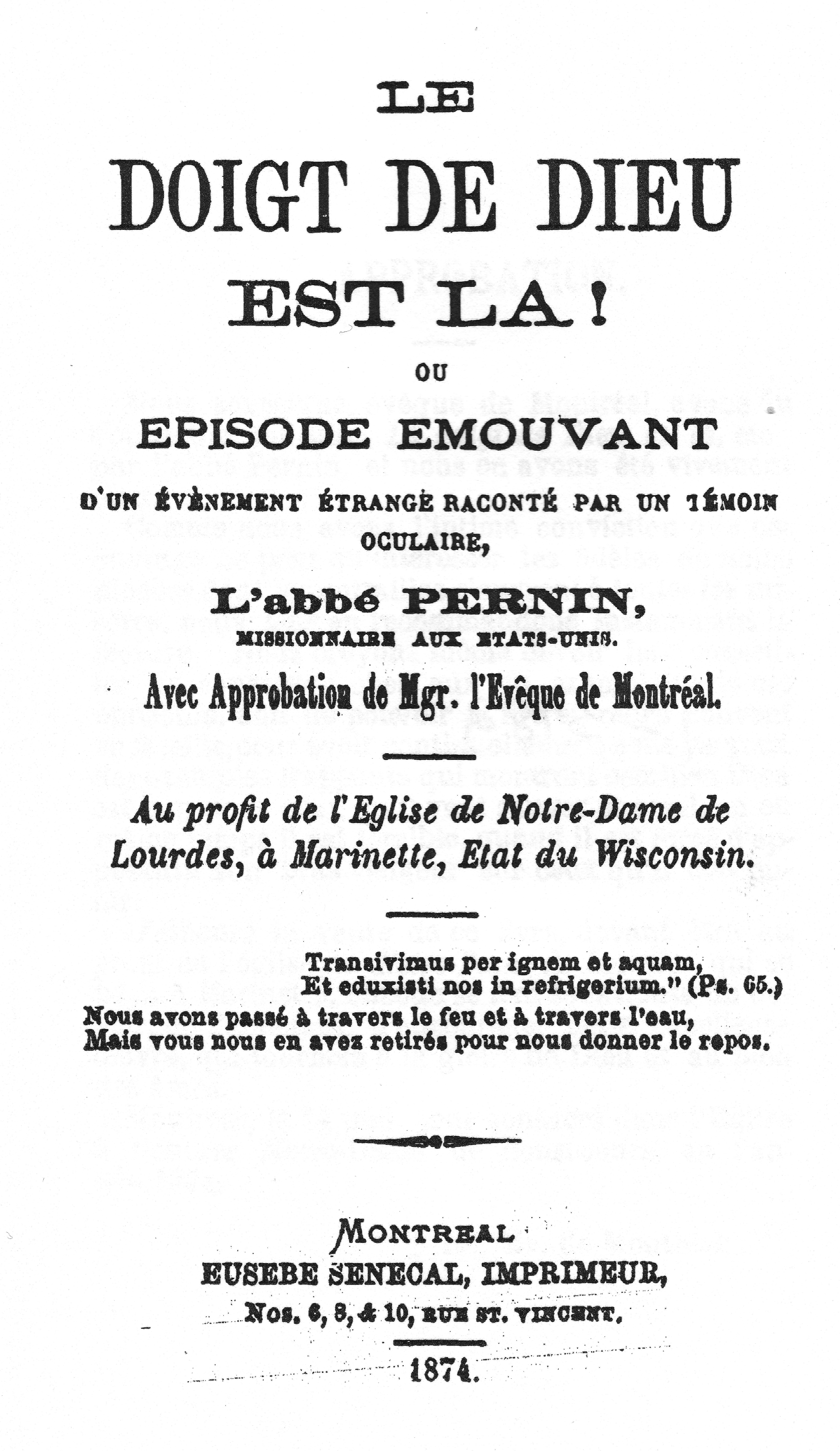
Page de titre de la première édition du Doigt de Dieu est là ! (Eusèbe Senécal Montréal 1874).

En octobre 1871, Jean-Pierre Pernin était curé de Peshtigo et Marinette, Wisconsin, deux villes voisines de l'exploitation forestière sur la Green Bay. Causé par une longue sécheresse estivale et l'utilisation imprudente du feu dans une forêt entourant une ville construite en bois, une catastrophe connue sous le nom de Grand Incendie de Peshtigo a englouti Peshtigo dans la nuit du 8 au 9 octobre, brûlant complètement la ville et tuant plus de 1500 personnes, l'incendie de forêt le plus meurtrier de l'histoire américaine.  Pernin a survécu à l'incendie avec des centaines d'autres, entrant dans la rivière Peshtigo vers 22 heures et s'immergeant et s'éclaboussant dans l'eau pendant cinq heures et demie. 

L'église et le presbytère de Jean-Pierre Pernin à Peshtigo ont été incendiés. Il a également perdu son église, son presbytère et son école dans le quartier Menekaunee de Marinette lorsque des incendies ont brûlé Menekaunee alors qu'il s'éloignait du centre-ville de Marinette vers l'ouest.   En tant que collecteur de fonds pour soutenir la reconstruction de ses installations paroissiales, en particulier son église à Marinette, qu'il renommait Notre-Dame de Lourdes, il a eu l'idée d'écrire sur ses expériences de survie à l'incendie. 
Il rédige ses mémoires en français et se rend à Montréal en avril 1874 pour en organiser la publication ainsi qu'une traduction en anglais. En juin 1874, il avait été publié par l'éditeur montréalais Eusèbe Senécal sous le titre Le doigt de Dieu est là ! ou Episode émouvant d'un événement étrange raconté par un témoin oculaire et simultanément par l'éditeur montréalais John Lovell, The Finger of God Is There! or, Thrilling Episode of a Strange Event Related by an Eye-Witness.
Lorsque Jean-Pierre Pernin revint à Marinette en octobre 1874 après son séjour à Montréal pour publier son livre, il découvrit qu'il avait des problèmes avec les autorités diocésaines et qu'il avait été suspendu du ministère sacerdotal. Pernin était réintégré en juillet 1875. 

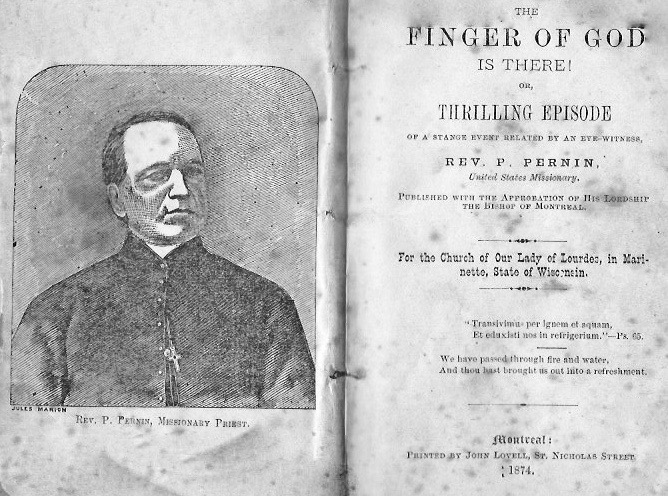
Page de titre de la première édition de la version anglaise The Finger of God Is There! (John Lovell Montréal 1874).

### Les apparitions mariales de Robinsonville

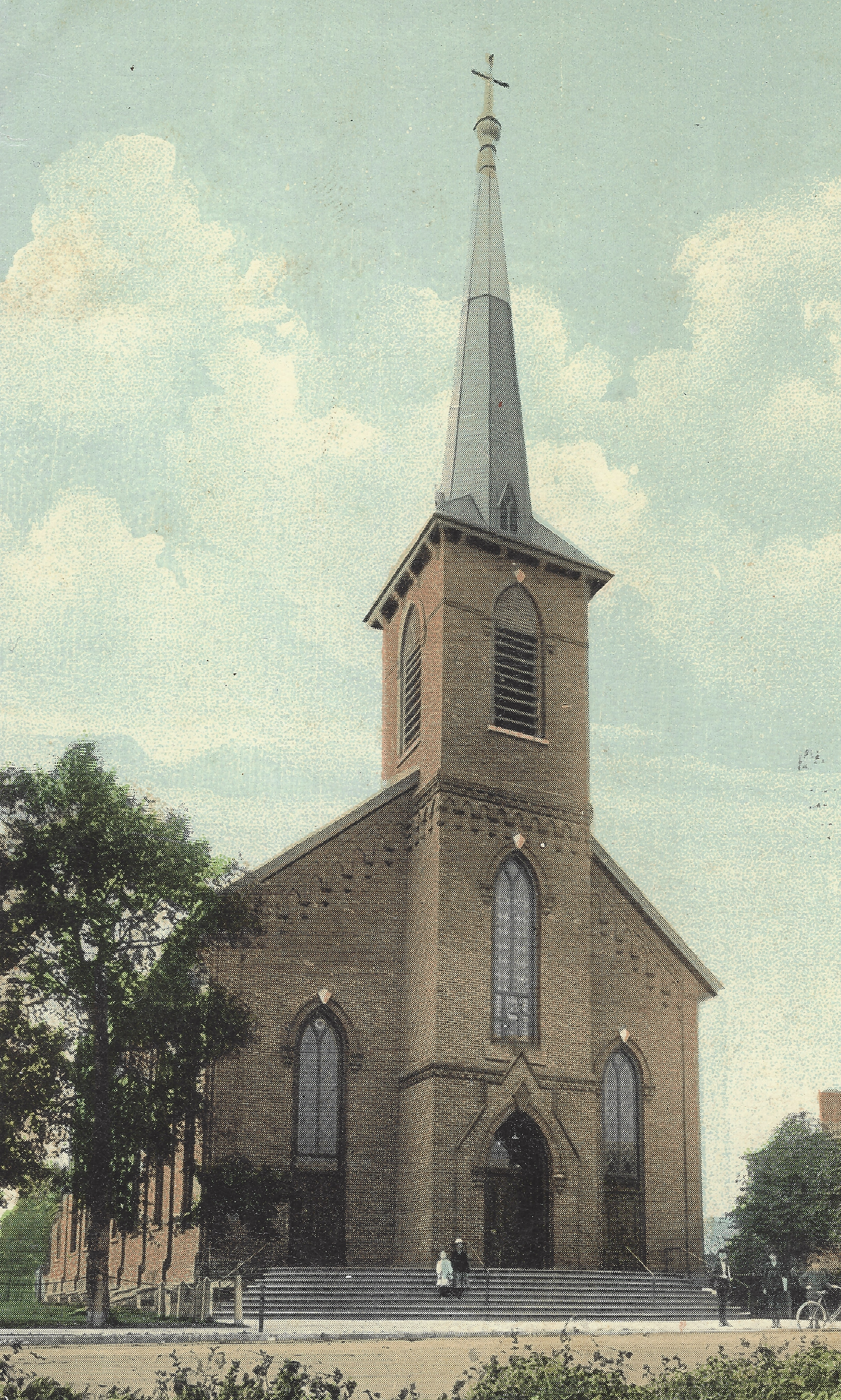
Le doigt de Dieu est là ! a été écrit pour soutenir la construction de l'église Notre-Dame de Lourdes, Marinette (Wisconsin), États-Unis, qui a été achevée en 1876, vue ici sur une carte postale de 1905. Jean-Pierre Pernin a chargé l'architecte Adolphus Druiding de le concevoir. L'église a été rasée en 1978.

Dans Le doigt de Dieu est là !, Jean-Pierre Pernin considérait l'incendie d'un point de vue religieux et théologique, comme le suggère le titre original. Son interprétation de la catastrophe était à certains égards influencée par le calvinisme qu'il a connu aux États-Unis. Il avait été impressionné par une conférence qu'il avait entendue en décembre 1871 à Terre Haute (Indiana) donnée par le révérend John L. Gay, recteur de St. James Episcopal Church, Vincennes à l'effet que les incendies d'octobre étaient « l'image du feu qui doit dévorer la terre à la fin des temps ». Peshtigo, selon Pernin, avec ses nombreux cabarets et bordels au service des bûcherons sur la frontière forestière de Wisconsin, était « la Sodome moderne pour servir d'exemple à tous ». L'incendie de Peshtigo était le soufre et le feu  de Dieu envoyés pour punir une ville pécheresse.
Jean-Pierre Pernin a également reconnu une intervention divine positive dans deux événements apparemment miraculeux dans la nuit des incendies de Wisconsin : le fait que le tabernacle de son église, qu'il avait tiré jusqu'à la rivière dans une voiture et avait plongé dans l'eau, a été préservé pendant l'incendie de Peshtigo , et aussi dans le fait que le sanctuaire et la communauté religieuse de Notre-Dame du Bon Secours à Robinsonville ont entièrement échappé aux effets des incendies sur la Péninsule de Door dans la même nuit.
Le texte de Jean-Pierre Pernin est une preuve non seulement pour l'incendie de Peshtigo mais aussi pour les événements de Robinsonville (actuellement Champion). Une immigrante belge francophone dans la Péninsule de Door nommée Adele Brise a vécu une apparition de la Vierge Marie en 1859 près de la ferme de sa famille à Robinsonville. Cela l'a amenée à y fonder un sanctuaire et une communauté religieuse pour dispenser enseignement religieux aux enfants belges non catéchisés.
Jean-Pierre Pernin avait été le pasteur de Brise pendant son séjour à St. Joseph, Robinsonville en 1868-1869.  Dans une Appendice à Doigt de Dieu, Pernin raconte ce qu'il savait de l'apparition mariale et rapporte que tandis que les incendies des 8 et 9 octobre ont brûlé une grande partie de la péninsule de Door à l'est de Green Bay, ils ont contourné précisément la communauté et les bâtiments de Notre-Dame du Bon Secours, apparemment en réponse aux prières de la communauté piégée dans l'incendie. Pernin a interprété le fait que le sanctuaire aurait dû brûler, mais ne l'a pas fait, comme une intervention du doigt de Dieu et comme une justification de l'affirmation de Brise selon laquelle la Vierge Marie y était apparue. 
Alors que Jean-Pierre Pernin considérait que la préservation de son tabernacle à Peshtigo et l'épargne de l'éclat à Robinsonville étaient des interventions de la puissance de Dieu, il hésitait également à les qualifier de miraculeuses :

« En racontant le fait qui précède, je n’ai nullement l’intention de rappeler un miracle, pas plus que je n’appelle miracle, la préservation de mon tabernacle au milieu du feu de Peshtigo. L’un et l’autre de ces faits m’ont édifié et en les redisant ici je n’ai pas d’autre but que d’édifier les autres. »

En 2010, l'évêque de Green Bay, David L. Ricken (en), a donné approbation officielle à la croyance en l'apparition mariale, lui accordant le statut de « digne de croyance ». 

## L'héritage du livre de Jean-Pierre Pernin
Trois rééditions substantielles mais incomplètes de la traduction anglaise du Doigt de Dieu est là! par la Wisconsin Historical Society en 1918, 1971 et 1999 ont fait de Pernin une figure importante dans l'histoire de l'incendie de Peshtigo. L'original français de Pernin a été peu connu avant d'être réédité pour la première fois en 2021. 
La première réimpression de la Wisconsin Historical Society en 1918 a omis des passages « traitant en grande partie de questions de foi catholique » et se rapportant « aux réflexions et idées religieuses de l'auteur » . Les réimpressions en 1971 et 1999 ont continué ces omissions et ont changé le titre Le Doigt de Dieu est là! , une allusion biblique (Exode 31.18, Luc 11.20), par Le grand incendie de Peshtigo. En raison de la décision éditoriale de ne pas mettre l'accent sur le matériel religieux de Pernin, on sait peu que le livre de Pernin, avec celui d'Eliza Allen Starr (en) dans Patron Saints (Chicago 1871), est le premier récit de l'apparition mariale de Robinsonville et du miracle du feu. 
Les auteurs sur les incendies de forêt et l'écologie forestière continuent de mentionner Pernin, qui fournit des preuves de la déforestation, de l'urbanisation et des conditions des incendies de forêt dans l'Amérique du XIXe siècle.    Peter Leschak, dans un mémoire de ses expériences en tant que pompier forestier, Ghosts of the Fireground: Echoes of the Great Peshtigo Fire and the Calling of a Wildland Firefighter (Les fantômes du feu de camp : Échos du grand incendie de Peshtigo et l'appel d'un pompier forestier) (2002), entremêle sa propre histoire avec celle de Pernin. Le pompier professionnel a admiré la façon dont Pernin, en tant qu'amateur sans le savoir, suivait l'ordre d'incendie standard n°6 (en) : « Restez vigilant, restez calme, pensez clairement, agissez avec détermination. » Leschak a rappelé James Russell Lowell : « Tous les beaux sentiments du monde pèsent moins qu'une seule belle action... Sur les rives de la rivière Peshtigo, sur le point d'éclater en une torche humaine, l'abbé Pernin était bon et magnifique. »  

## Publications

### Éditions deLe Doigt de Dieu est là! /The Finger of God Is There!
- (en-US + fr) Charles E. Mercier (ed.), Peshtigo 1871: Peter Pernin’s Peshtigo Fire Memoir The Finger of God Is There!, New York, TBR Books, 2021.
- (en-US) Reverend Peter Pernin, The Great Peshtigo Fire; An Eyewitness Account, Wisconsin Historical Society Press, 1999.
- (en-US) Reverend Peter Pernin, The Great Peshtigo Fire; An Eyewitness Account, Wisconsin Historical Society Press, 1971.
- (en-US) Reverend Peter Pernin, « The Great Peshtigo Fire; An Eyewitness Account », Wisconsin Magazine of History, vol. 54,‎ 1871, p. 246-272.
- (en-US) Reverend Peter Pernin, « The Finger of God is There », Wisconsin Magazine of History, vol. 2,‎ 1918-1919, p. 158-180, 274-293.
- (en) Pernin, Reverend P., United States Missionary, The finger of God is there!, or, Thrilling episode of a strange event related by an eye-witness, Montréal, John Lovell, 1874.
- Pernin, L’abbé, Missionnaire aux États Unis, Le Doigt de Dieu Est Là!: Ou Episode Emouvant d'un Évènement Étrange Raconté par un Témoin Oculaire, Montréal, Eusèbe Senécal, 1874.